# Schizonycha biimpressicollis
Schizonycha biimpressicollis är en skalbaggsart som beskrevs av Moser 1920. Schizonycha biimpressicollis ingår i släktet Schizonycha och familjen Melolonthidae. Inga underarter finns listade i Catalogue of Life.